# Flughafen Queenstown

i7
i11
i13
Der Flughafen Queenstown (IATA-Code: ZQN, ICAO-Code: NZQN) ist ein internationaler Flughafen auf der Südinsel Neuseelands. Er befindet sich in Frankton, Otago, circa zehn Kilometer nordöstlich der Innenstadt Queenstowns. Der Flughafen liegt an einem Arm des Lake Wakatipu, der Frankton Arm heißt. Gemessen an der Zahl der Reisenden ist er der viertgrößte Flughafen in Neuseeland.
Betreiber des Flughafens ist die Queenstown Airport Corporation Ltd. Der Queenstown Lakes District Council hält einen Anteil von 75,01 Prozent an der Queenstown Airport Corporation, die restlichen 24,99 Prozent hält die Auckland International Airport Limited.

## Geschichte

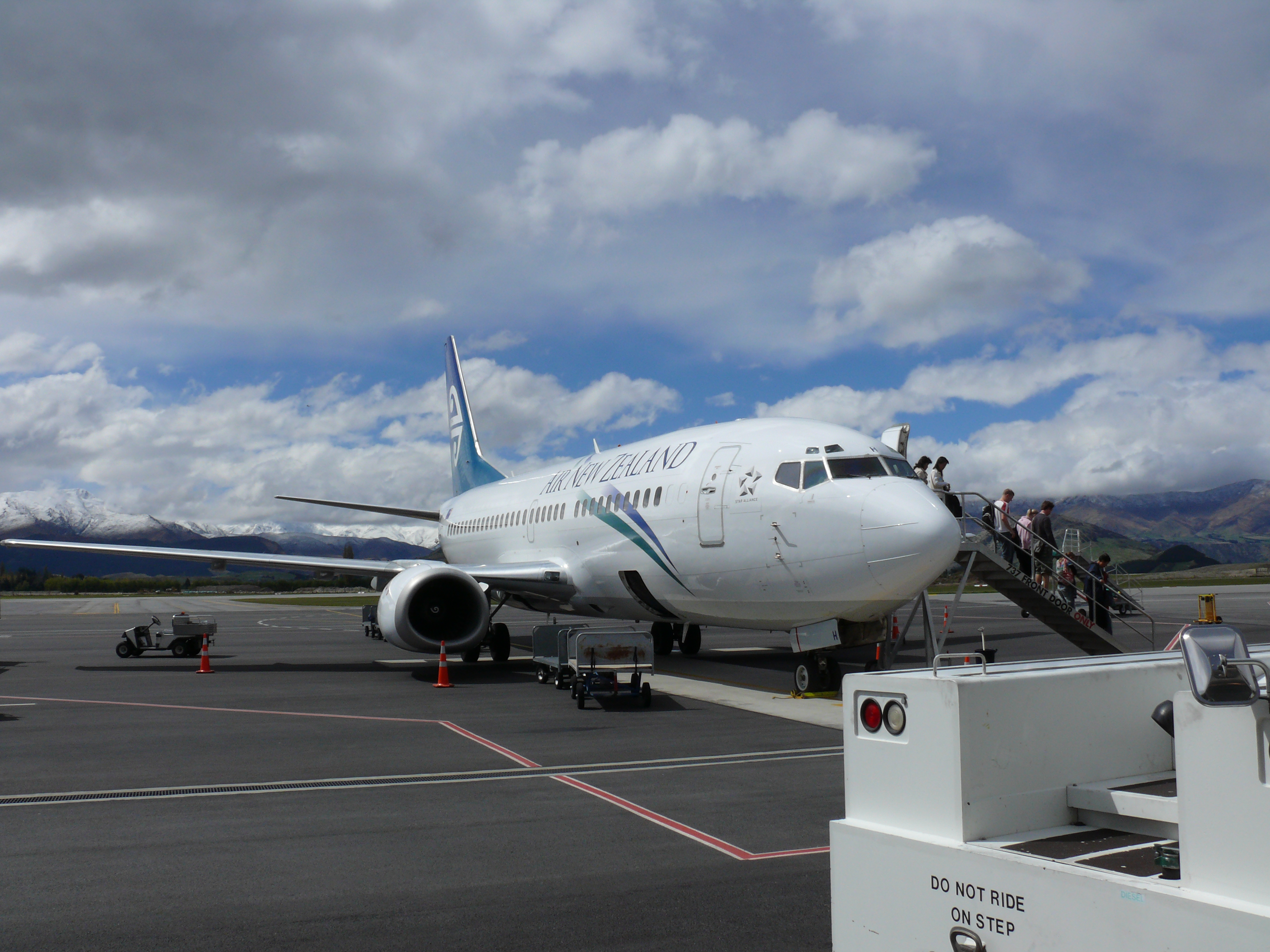
Flughafen Queenstown am 20. Oktober 2007

Die Eröffnung des Flughafens fand im August 1935 statt. Das heutige Passagierterminal wurde ursprünglich 1964 eröffnet und im Laufe der Jahre mehrfach erweitert. 1988 wurde die Queenstown Airport Corporation gegründet, welche den Flughafen seither betreibt.

## Fluggesellschaften und Ziele
Der Queenstown Airport wird von den Fluggesellschaften Air New Zealand, Jetstar Airways, Qantas Airways und Virgin Australia Airlines genutzt. Als internationale Ziele wurden seit Mitte der 1990er-Jahre die australischen Städte Brisbane, Melbourne und Sydney angeflogen, die ersten beiden jedoch nur saisonal. Während der COVID-19-Pandemie wurden keine internationalen Flüge nach Australien durchgeführt.

## Verkehrszahlen
| Jahr | Fluggastaufkommen | Fluggastaufkommen | Fluggastaufkommen |
| Jahr | National          | International     | Gesamt            |
| ---- | ----------------- | ----------------- | ----------------- |
| 2005 | 569.908           | 39.489            | 609.397           |
| 2006 | 587.364           | 51.012            | 638.376           |
| 2007 | 613.901           | 57.845            | 671.746           |
| 2008 | 629.792           | 70.443            | 700.235           |
| 2009 | 639.650           | 89.582            | 729.232           |
| 2010 | 745.398           | 132.224           | 877.622           |
| 2011 | 778.016           | 188.773           | 966.789           |
| 2012 | 940.950           | 215.300           | 1.156.250         |
| 2013 | 937.729           | 281.798           | 1.219.527         |
| 2014 | 970.088           | 350.643           | 1.320.731         |
| 2015 | 1.067.947         | 441.461           | 1.509.408         |
| 2016 | 1.270.966         | 508.902           | 1.779.868         |
| 2017 | 1.450.983         | 566.636           | 2.017.619         |
| 2018 | 1.623.126         | 619.158           | 2.242.284         |
| 2019 | 1.676.068         | 716.908           | 2.392.976         |
| 2020 | 1.125.608         | 166.108           | 1.291.716         |